# Judo aux Jeux paralympiques
Le judo aux Jeux paralympiques est une discipline paralympique depuis les Jeux paralympiques d'été de 1988 à Séoul.

## Histoire
Le para-judo a fait son entrée au programme paralympique lors des Jeux de Séoul en 1988 pour les hommes, les femmes n’ayant eu l’autorisation d’entrer dans la compétition qu’à Athènes en 2004.